# Lesser Blum
Lesser Blum (* 6. März 1934 in Berlin; † 24. April 2016) war ein US-amerikanischer Physikochemiker, der auf dem Gebiet der Theorie der Flüssigkeiten arbeitete.

## Leben
1942 kam Blum als jüdischer Flüchtling nach Argentinien. Er studierte bis 1956 Chemie an der Universität Buenos Aires und wurde dort promoviert. Anschließend ging er in die Industrie, kehrte aber später zur Universität Buenos Aires zurück und wurde dort 1960 Hochschullehrer. Er bildete sich auf dem Gebiet der theoretischen Chemie weiter, insbesondere in der statistischen Physik während eines Aufenthaltes in Brüssel. 1967 verließ er Argentinien und ging an die Rice University in Houston, wo er zu Fluiden im thermodynamischen Gleichgewicht und im Nichtgleichgewicht forschte. 1968 wechselte er an die University of Puerto Rico, wo er bis zu seiner Emeritierung blieb. Blum publizierte mehr als 250 wissenschaftliche Arbeiten, speziell zur statistischen Mechanik von Vielteilchensystemen mit Coulomb-Wechselwirkung (Elektrolyte). Zu seinen namhaften Koautoren gehörte Joel Lebowitz.
1977 wurde er mit einem Guggenheim-Stipendium ausgezeichnet. 1980 wurde er Fellow der American Physical Society. 2003 erhielt er den Joel Henry Hildebrand Award der American Chemical Society.
Er starb am 24. April 2016 und wurde auf einem Friedhof im Middlesex County, New Jersey, beigesetzt.